# Криптофон
Криптофо́н — мобільний телефон з вбудованим шифруванням SMS та телефонних розмов. був розроблений в Нідерландах і проданий через німецьку компанію. Пристрій є комбінацією GSM і органайзера, який оперує кишеньковим комп'ютером Windows. Програма шифрує дзвінки, коли відбувається з'єднання з іншим криптофоном. Криптофон робить неможливим для будь-якої третьої сторони, включаючи телефонну компанію і поліцію, прослуховувати дзвінок.

## Правове бачення
Див. також: Криптографія.

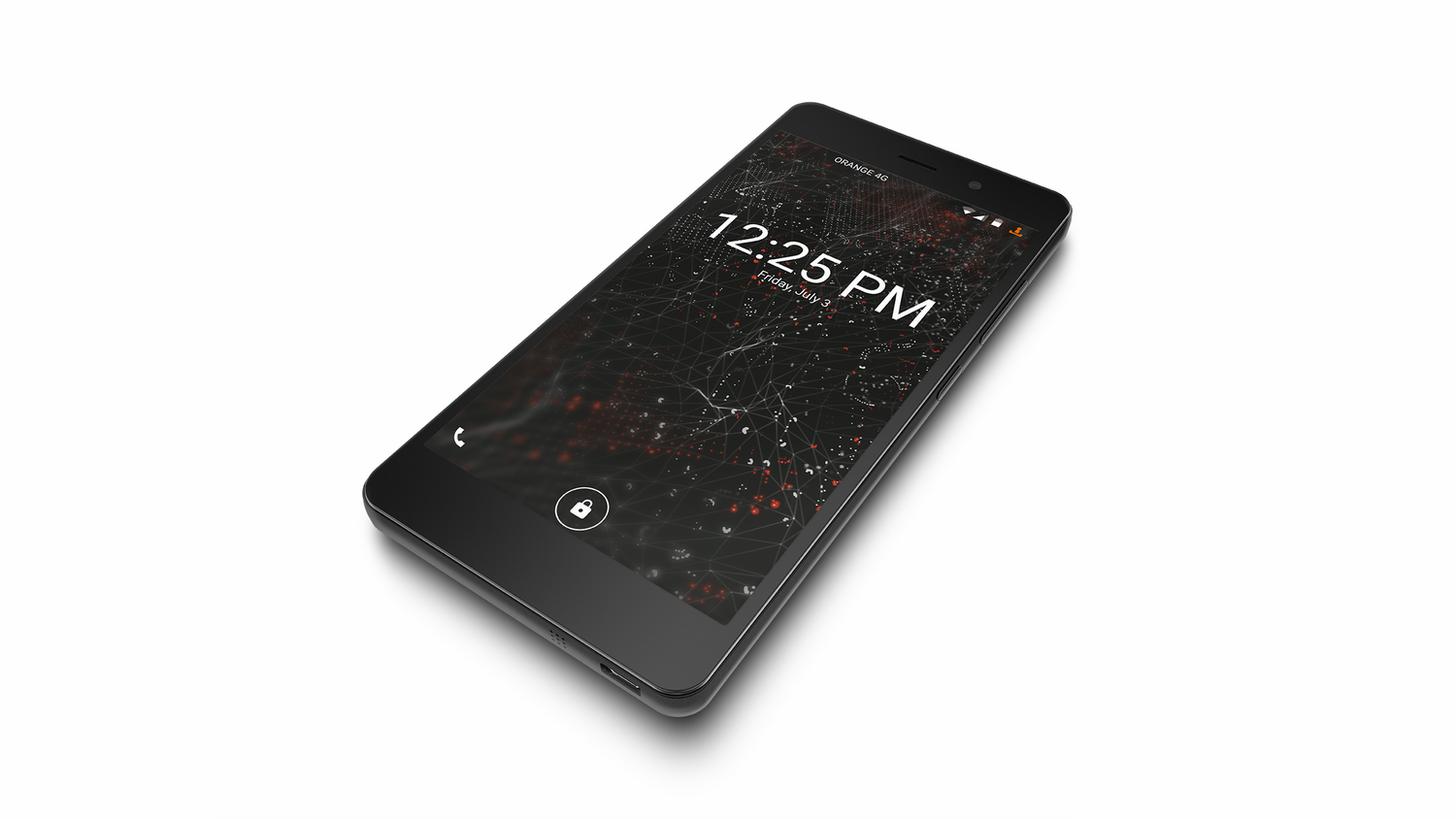
Криптофон

Криптофон є легальним за голландським законодавством, яке не накладає жодних обмежень на використання шифрування громадянами[джерело?]. Ухвалення законодавства для зміни цієї ситуації не очікується. У 2002 році Нідерланди вирішили не використовувати схему депонування крипто-ключів уповноваженою третьою стороною[джерело?]. Голландська експортна політика є відповідно до ліберального законодавства ЄС, яке встановлює невеликі обмеження на криптографічну продукцію для ринку споживачів[джерело?]. Більше того, останніми роками Голландський уряд проголошував, що доступність криптографії є важливою для інформаційної безпеки і допомагає підтримувати приватність телекомунікацій[джерело?].
Інші європейські країни мають невеликі або взагалі не мають обмежень на використання криптографії[джерело?]. Франція, яка застосовувала закон проти використання стійкої криптографії, лібералізувала своє законодавство повністю у 2011 році. Програми на зразок PGP та GPG широко доступні і використовуються в Європі[джерело?].

## Критики
Голландський християн-демократ член Парламенту Хаерсма-Бума звернувся до Голландського уряду щодо можливості заборони телефонів, оскільки вони роблять неможливим для поліції використати інформацію з перехоплених телефонних розмов[джерело?]. Голландська поліція широко використовує перехоплення телефонних розмов, яких нараховується до 12 000 щороку[джерело?]. Ця кількість більша ніж у будь-якій європейській країні і навіть США[джерело?].